# Кипинг, Фрэнк
Фрэнк Кипинг (англ. Frank Keeping; 1867, Пеннингтон, Хэмпшир — 21 января 1950, Лимингтон) — британский велогонщик, участвовавший на летних Олимпийских играх 1896, и выигравший серебряную медаль.
Кипинг участвовал в заезде на 333,3 м и в 12-часовой гонке, на которой он был одним из двух финишировавших спортсменов. Он проиграл лишь австрийцу Адольфу Шмалю, который обошёл его всего на один круг. В 333,3-метровом состязании он занял пятое место одновременно с немцем Теодором Лойпольдом и французом Леоном Фламаном, показав результат в 27 секунд.
Во время Игр Кипинг служил в посольстве Великобритании в Греции и принял участие несмотря на запрет начальства, так как они полагали, что он мог быть профессионалом.
Вернувшись в Великобританию, он открыл велосипедный магазин в Милфорде-он-Си, Хэмпшир.